# Malaya- und Britisch-Borneo-Dollar
Der Malaya- und Britisch-Borneo-Dollar (in malaiisch auch als Ringgit bezeichnet, Jawi: رڠڬيت) war von 1953 bis 1967 die Währung der Föderation Malaya, sowie von Singapur, Sarawak, Britisch Nordborneo und Brunei. Der Dollar wurde in 100 Cents unterteilt. Die Währung wurde vom Board of Commissioners of Currency, Malaya and British Borneo (deutsch Rat der Bevollmächtigten für die Währung von Malaya und Britisch-Borneo) herausgegeben.
Der Malaya- und Britisch-Borneo-Dollar blieb in Malaya nach der Unabhängigkeit 1957 und nach der Bildung Malaysias 1963 weiter in Gebrauch. Auch Singapur blieb nach seiner Unabhängigkeit 1965 zunächst in der Währungsunion. Nach 1967 beendeten die beiden Staaten und das damals noch britische Brunei die Währungsunion und begannen mit der Ausgabe eigener Währungen. Der Malaya- und Britisch-Borneo-Dollar blieb gesetzliches Zahlungsmittel bis zum 16. Januar 1969.

## Geschichte

### Board of Commissioners of Currency Malaya and British Borneo
Durch die Währungsgesetze Nr. 44 der Kronkolonie Singapur von 1952, Nr. 33 der Föderation Malaya von 1951, Nr. 10 Britisch-Nordborneos von 1951 und Nr. 1 der Kronkolonie Sarawak von 1951 wurde ein Abkommen zwischen den Regierungen und der Regierung Bruneis in Kraft gesetzt, dass die Einsetzung eines Board of Commissioners of Currency als gemeinsame Institution für die Herausgabe von Banknoten und Münzen in der Föderation Malaya und Britisch-Borneo vorsah. 
Diese Abkommen trat am 1. Januar 1952 in Kraft. Der Rat bestand aus fünf ständigen und zwei weiteren Mitgliedern: 
1. dem Finanzminister von Singapur, der auch den Vorsitz übernahm
2. dem Finanzminister der Föderation Malaya
3. dem Gouverneur von Sarawak
4. dem Gouverneur von Britisch-Nordborneo
5. dem britischen Residenten in Brunei
6. zwei weiteren Mitgliedern, die von den teilnehmenden Regierungen ernannt wurden.

### Das Ende der Währungsunion
Am 12. Juni 1967 endete die Währungsunion und Malaysia, Singapur und Brunei begannen mit der Ausgabe eigener Währungen. Die Währungen der drei Länder blieben durch ein Abkommen bis zum 8. Mai 1973 im Verhältnis 1:1:1 aneinander gekoppelt. Während Malaysia mit Wirkung zu diesem Datum aus dem Währungsverbund austrat, hielten Brunei und Singapur bis heute an dem Abkommen fest.
Das Board of Commissioners of Currency Malaya and British Borneo wurde offiziell am 30. November 1979 aufgelöst.

## Münzen
Münzen wurden in den Wertstufen von 1, 5, 10, 20 und 50 Cents ausgegeben. Eine Besonderheit war die erste 1-Cent-Münze von 1953 bis 1961, die quadratisches Format besitzt. 

## Banknoten

### Serie von 1953
Alle Banknoten sind auf den 21. März 1953 datiert und vom Vorsitzenden des Board of Commissioner of Currency, W. C. Taylor unterschrieben. Die Banknoten zu 1, 5 und 10 Dollar wurden von Waterlow and Sons, die Banknoten zu 50 und 100 Dollar von Bradbury, Wilkinson & Co. und die Banknoten zu 1.000 und 10.000 Dollar von De La Rue gedruckt. Als Maßnahme gegen Fälschungen weisen die Scheine einen durchbrochenen Sicherheitsfaden und ein Wasserzeichen in Form eines Löwenkopfes auf.
| Serie von 1953 | Serie von 1953 | Serie von 1953 | Serie von 1953  | Serie von 1953 | Serie von 1953                                                                                    | Serie von 1953 |
| Image          | Image          | Wert           | Hauptfarben     | Beschreibung   | Beschreibung                                                                                      | Ausgabedatum   |
| Obvers         | Revers         | Wert           | Hauptfarben     | Obvers         | Revers                                                                                            | Ausgabedatum   |
| -------------- | -------------- | -------------- | --------------- | -------------- | ------------------------------------------------------------------------------------------------- | -------------- |
| $1             | $1             | $1             | Blau/Rosa       | Elizabeth II.  | Wappen der Föderation Malaya und seiner Mitglieder, sowie von Singapur, Sabah, Sarawak und Brunei | 21. März 1953  |
| $5             | $5             | $5             | Grün/Gelb       | Elizabeth II.  | Wappen der Föderation Malaya und seiner Mitglieder, sowie von Singapur, Sabah, Sarawak und Brunei | 21. März 1953  |
| $10            | $10            | $10            | Rot/Grün        | Elizabeth II.  | Wappen der Föderation Malaya und seiner Mitglieder, sowie von Singapur, Sabah, Sarawak und Brunei | 21. März 1953  |
| $50            | $50            | $50            | Blau/Grün       | Elizabeth II.  | Wappen der Föderation Malaya und seiner Mitglieder, sowie von Singapur, Sabah, Sarawak und Brunei | 21. März 1953  |
| $100           | $100           | $100           | Violett/Rosa    | Elizabeth II.  | Wappen der Föderation Malaya und seiner Mitglieder, sowie von Singapur, Sabah, Sarawak und Brunei | 21. März 1953  |
| $1000          | $1000          | $1000          | Purpur/Gelb     | Elizabeth II.  | Wappen der Föderation Malaya und seiner Mitglieder, sowie von Singapur, Sabah, Sarawak und Brunei | 21. März 1953  |
| $10000         | $10000         | $10,000        | Grün/Mehrfarbig | Elizabeth II.  | Wappen der Föderation Malaya und seiner Mitglieder, sowie von Singapur, Sabah, Sarawak und Brunei | 21. März 1953  |

### Serie von 1959
| Serie von 1959 | Serie von 1959 | Serie von 1959 | Serie von 1959 | Serie von 1959                                  | Serie von 1959                                                                                      | Serie von 1959 |
| Bild           | Bild           | Wert           | Hauptfarben    | Beschreibung                                    | Beschreibung                                                                                        | Ausgabedatum   |
| Obvers         | Revers         | Wert           | Hauptfarben    | Obvers                                          | Revers                                                                                              | Ausgabedatum   |
| -------------- | -------------- | -------------- | -------------- | ----------------------------------------------- | --------------------------------------------------------------------------------------------------- | -------------- |
| $1             | $1             | $1             | Blau/Grün      | Segelboot                                       | Wappen der Föderation Malaya, Singapur, Sabah, Sarawak und Brunei; Szene mit heimkehrenden Fischern | 1. März 1959   |
| $10            | $5             | $10            | Rot/Grau       | Bauer, der mit einem Büffel ein Reisfeld pflügt | Wappen der Föderation Malaya und von Singapur, Sabah, Sarawak und Brunei                            | 1. März 1961   |